# Singida (região)
Singida é uma região da Tanzânia. Sua capital é a cidade de Singida.

## Distritos
- Iramba
- Manyoni
- Singida Rural
- Singida Urban